# Rhinolophus siamensis
Rhinolophus siamensis е вид прилеп от семейство Подковоносови (Rhinolophidae).

## Разпространение
Видът е разпространен в Китай, Лаос, Тайланд и Виетнам.